# Zamyn-Üüd
Zamyn-Üüd (Mongools: Замын-Үүд; vereenvoudigd Chinees: 扎门乌德) is een grensstad en sum (district) in de Ajmag  Dornogovĭ, Mongolië. De stad ligt op 8 kilometer afstand van Erenhot (Erlian), in China en 780 km ten zuidoosten van Ulaanbaatar. Zamyn-Üüd heeft een oppervlakte van 478 km² en er wonen ongeveer 7000 mensen. Er is een Free Economic Zone (FEZ) in de Gobiwoestijn van 900 ha. Gelegen op een hoogte van 965 meter, is Zamyn-Üüd de warmste plek van Mongolië.

## Verkeer en vervoer
Zamyn-Üüd is het belangrijkste centrum voor import en export in Mongolië, voornamelijk naar China, Zuid-Korea en Japan. 70% van de buitenlandse handel gaat via Zamyn-Üüd. De stad ligt aan de Trans-Mongolië spoorlijn en er rijden treinen naar Moskou en Peking. Een groot spoorwegemplacement voor goederentreinen bevindt zich aan de oostzijde van het spoor.
In 2008 is een doorgaande asfaltweg van 428 km opgeleverd tussen Choyr en de Chinese grens. De noord-zuidverbinding (Altanbulag (aan de Russische grens) - Zamyn-Üüd), onderdeel van de Aziatische AH-3 door Mongolië van meer dan 1000 km is dan voltooid. Het is een onderdeel van de verbetering van de wegverbindingen tussen Europa en Azië. De in 2005 gerenoveerde grens, heeft een capaciteit van tweeduizend reizigers en driehonderd voertuigen per dag.